# Etiudy (Debussy)
Etiudy – zbiór 12 etiud na fortepian skomponowanych  przez Claude’a Debussy’ego w 1915 roku. Jest to ostatni zbiór utworów fortepianowych Debussy'ego. Dzieło wydane zostało w dwóch zeszytach w 1916 r. Czas trwania: zeszyt I – ok. 24 minut; zeszyt II – ok. 33 minuty.
1. Étude 1 pour les cinq doigts d'après Monsieur Czerny (pięciopalcówka; dedykowane Carlowi Czenemu, wzorowane na jego etiudzie op. 740 nr 1[2])
2. Étude 2 pour les tierces (tercje)
3. Étude 3 pour les quartes (kwarty)
4. Étude 4 pour les sixtes (seksty)
5. Étude 5 pour les octaves oktawy
6. Étude 6 pour les huit doigts (osiem palców)
7. Étude 7 pour les degrés chromatiques (stopni chromatycznych)
8. Étude 8 pour les agréments (ozdobników)
9. Étude 9 pour les notes répétées (powtórzone nuty)
10. Étude 10 pour les sonorités opposées (przeciwne dźwięki)
11. Étude 11 pour les arpèges composés (złożone arpeggia)
12. Étude 12 pour les accords (akord)